# Kirghizistan aux Jeux olympiques d'hiver de 1998
C'est la seconde fois que le Kirghizistan participe à des Jeux olympiques d'hiver en tant que tel. Comme en 1994, il n'aligne qu'un seul athlète pour la compétition. Il s'agit de Aleksandr Tropnikov, un biathlète qui, de facto, sera aussi le porte-drapeau de son pays. Comme à Lillehammer, la nation repart de ces jeux sans une seule médaille.

## Athlètes engagés

### Biathlon

#### Hommes
| Nom                 | Discipline       | Final                             | Final | Final |
| Nom                 | Discipline       | Temps                             | Pén.  | Rang  |
| ------------------- | ---------------- | --------------------------------- | ----- | ----- |
| Aleksandr Tropnikov | 10 km Sprint (H) | 31 min 55 s 8                     | 4     | 65    |
| Aleksandr Tropnikov | 20 km (H)        | 59 min 17 s 7 (1 h 01 min 17 s 7) | 2     | 36    |